# Anouk Aimée
Anouk Aimée, rodným jménem Françoise Judith Sorya Dreyfus (27. dubna 1932 Paříž – 18. června 2024 Paříž) byla francouzská filmová a divadelní herečka, držitelka několika filmových cen, známá především svou krásou a rolemi ve filmech Sladký život a Muž a žena.

## Život a kariéra
Narodila se v Paříži, jejími rodiči byli herci Henri Murray (rozený Dreyfus) a Geneviève Sorya (rozená Durandová). Její otec byl Žid a matka byla katolička, ona sama byla vychovávána v katolické víře ale jako dospělá konvertovala k judaismu.
Jako mladá studovala na École de la rue Milton v Paříži a na několika dalších školách, v marseillské opeře se učila tanci a v Londýně se věnovala divadlu. V roce 1946 jako čtrnáctiletá debutovala ve filmu. O tři roky později přijala své umělecké jméno, které pro ní navrhl Jacques Prévert při psaní scénáře k filmu Milenci z Verony (1949). Slůvko „Aimée“ znamená ve francouzštině „milovaný“.

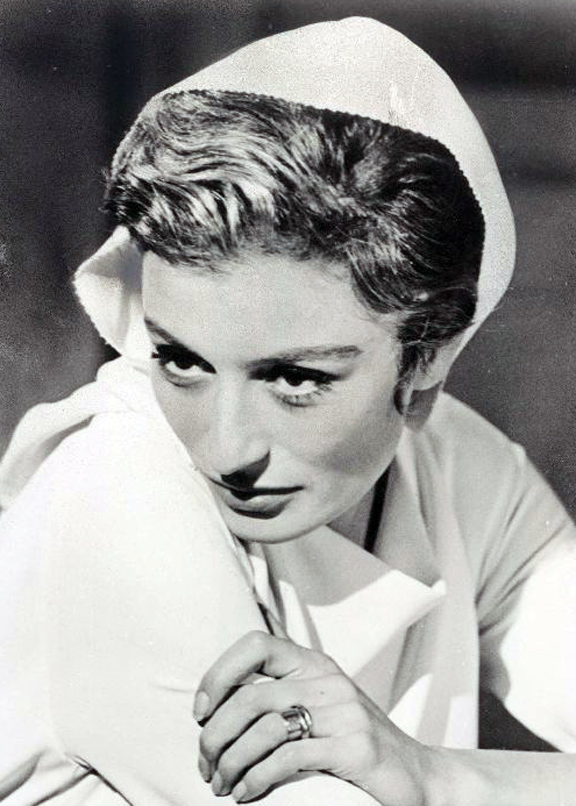
Anouk Aimée v roce 1963

V padesátých letech 20. století se nejdřív objevila v několika méně známých filmech, pak natočila společně s Gérardem Philipem snímek Pod pokličkou (1957), adaptaci stejnojmenného románu Ěmila Zoly a film Milenci z Montparnassu (1958) o tragickém životě italského malíře Amedea Modiglianiho.
V šedesátých letech se objevila v řadě významných filmů známých režisérů (včetně mnoha italských titulů), například v slavném Felliniho snímku Sladký život (1960), ve filmu Lola (1961) od Jacquesa Demyho, dalším Felliniho snímku 8 a půl (1963) nebo v Justine (1969) režiséra George Cukora. Vůbec největším úspěchem byla ale hlavní role v mezinárodně úspěšném filmu Muž a žena (1966), do které jí doporučil Jean-Louis Trintignant a za který získala Zlatý glóbus a cenu Britské akademie filmového a televizního umění.
Po roce 1969 měla několikaletou hereckou přestávku a na konci sedmdesátých let i v následující dekádě se na plátně objevovala sporadičtěji. V tomto období hrála například ve filmové mozaice Ať žije život (1984) režiséra Clauda Leloucha nebo v jeho snímku Muž a žena po 20 letech (1986), pokračování dřívějšího filmu. V devadesátých letech začala hrát rovněž v televizních snímcích.
V roce 2002 obdržela Čestného Césara, o rok později čestného Zlatého medvěda na Berlínském filmovém festivalu a v roce 2010 jí byla udělena čestná ruská národní filmová cena Zlatý orel.
Byla celkem čtyřikrát vdaná, nejdřív za Edouarda Zimmermanna (únor 1949 – říjen 1950), pak za filmového režiséra Nica Papatakise (srpen 1951 – říjen 1955), jejím třetím mužem byl herec a filmový producent Pierre Barouh (duben 1966 – březen 1969) a posledním herec Albert Finney (srpen 1970 – červen 1978). Z manželství s Papatakisem se narodila dcera Manuela Papatakis (* 1951).

## Filmografie (výběr)

### Celovečerní filmy
- 1949: Milenci z Verony (Les Amants de Vérone), režie André Cayatte
- 1957: Pod pokličkou (Pot-Bouille), režie Julien Duvivier
- 1958: Milenci z Montparnassu (Montparnasse 19), režie Jacques Becker
- 1960: Sladký život (La Dolce vita), režie Federico Fellini
- 1961: Lola (Lola), režie Jacques Demy
- 1961: Poslední soud (Il Giudizio universale), režie Vittorio de Sica
- 1962: Sodoma a Gomora (Sodom and Gomorrah), režie Robert Aldrich
- 1963: 8 a půl (8½), režie Federico Fellini
- 1963: Nejkratší den (Il Giorno più corto), režie Sergio Corbucci
- 1965: Doba naší lásky (Le Stagioni del nostro amore), režie Florestano Vancini
- 1966: Muž a žena (Un homme et une femme), režie Claude Lelouch
- 1968: Jeden večer, jeden vlak (Un soir, un train), režie André Delvaux
- 1969: Justine (Justine), režie George Cukor
- 1969: Model Shop (Model Shop), režie Jacques Demy
- 1969: The Appointment (The Appointment), režie Sidney Lumet
- 1976: Začít znovu (Si c'était à refaire), režie Claude Lelouch
- 1980: Skok do prázdna (Salto nel vuoto), režie Marco Bellocchio
- 1984: Ať žije život (Viva la vie!), režie Claude Lelouch
- 1986: Muž a žena po 20 letech (Un homme et une femme, 20 ans déjà), režie Claude Lelouch
- 1988: Spiritistický stoleček (La Table tournante), režie Jacques Demy a Paul Grimault
- 1994: Prêt-à-Porter (Prêt-à-Porter), režie Robert Altman
- 1995: Les Cent et une nuits de Simon Cinéma (Les Cent et une nuits de Simon Cinéma), režie Agnès Varda
- 1995: Řekni mi své ano (Dis-moi oui...), režie Alexandre Arcady
- 1998: Jak se neztratit v L.A. (L.A. Without a Map), režie Mika Kaurismäki
- 2001: Festival v Cannes (Festival in Cannes), režie Henry Jaglom
- 2003: Birkenau (La Petite prairie aux bouleaux), režie Marceline Loridan-Ivens
- 2004: A žili spolu šťastně až na věky (Ils se marièrent et eurent beaucoup d'enfants), režie Yvan Attal
- 2007: Chacun son cinéma ou Ce petit coup au coeur quand la lumière s'éteint et que le film commence (Chacun son cinéma ou Ce petit coup au coeur quand la lumière s'éteint et que le film commence), víc režisérů
- 2010: I pro lásku se zabíjí (Ces amours-là), režie Claude Lelouch
- 2011: Všechna tvoje slunce (Tous les soleils), režie Philippe Claudel

### Televize
- 1997: Biblické příběhy: Šalamoun (TV film) (Solomon), televizní film, režie Roger Young
- 2000: Victoria, nebo bolest žen (Victoire, ou la douleur des femmes), televizní seriál, režie Nadine Trintignant
- 2002: Napoleon (Napoléon), televizní seriál, režie Yves Simoneau

## Ocenění
Ocenění
- 1966: Zlatý glóbus za nejlepší herečku v dramatu za film Muž a žena
- 1967: cena BAFTA pro nejlepší herečku v hlavní roli za film Muž a žena
- 1980: cena pro nejlepší herečku na Filmovém festivalu v Cannes za film Skok do prázdna
- 2002: Čestný César
- 2003: čestný Zlatý medvěd na Berlínském filmovém festivalu
- 2010: čestný Zlatý orel

Nominace
- 1979: César pro nejlepší herečku za film Mon premier amour